# Kim Clijsters
Kim Antonie Lode Clijsters (født 8. juni 1983) er en belgisk tennisspiller, der i første halvdel af 2000'erne tilhørte den absolutte verdenselite i både single og damedouble og i en periode lå nummer et på verdensranglisten. Clijsters vandt i sin aktive karriere 41 single-titler, 11 double-titler og fire Grand Slam-titler.
Hun trak sig tilbage fra karrieren i 2007, men genoptog den med succes i august 2009, idet hun kort efter vandt US Open, en titel hun genvandt året efter. Clijsters erobrede også den følgende Grand Slam-turnering, da hun vandt Australian Open 2011.

## Grand Slam resultater (single)
| Turnering       | 1999 | 2000 | 2001 | 2002 | 2003 | 2004 | 2005 | 2006 | 2007 | 2008 | 2009 | 2010 | 2011 | 2012 |
| --------------- | ---- | ---- | ---- | ---- | ---- | ---- | ---- | ---- | ---- | ---- | ---- | ---- | ---- | ---- |
| Australian Open | -    | 1    | 4    | SF   | SF   | TF   | -    | SF   | SF   | -    | -    | 3    | V    | SF   |
| French Open     | -    | 1    | TF   | 3    | TF   | -    | 4    | SF   | -    | -    | -    | -    | 2    | -    |
| Wimbledon       | 4    | 2    | KF   | 2    | SF   | -    | 4    | SF   | -    | -    | -    | KF   | -    | 4    |
| US Open         | 3    | 2    | KF   | 4    | TF   | -    | V    | -    | -    | -    | V    | V    | -    | 2    |

Tegnforklaring:
– = Ikke deltaget, kv = Slået ud i 1. runde efter at have vundet kvalifikationsturneringen, 1 = Slået ud i 1. runde, 2 = Slået ud i 2. runde, 3 = Slået ud i 3. runde, 4 = Slået ud i 4. runde, KF = Slået ud i kvartfinalen, SF = Slået ud i semifinalen, TF = Tabende finalist, V = Vinder